# António de Serpa Pimentel
António de Serpa Pimentel (Coímbra, 20 de noviembre de 1825 — Lisboa, 2 de marzo de 1900), hijo de Manuel de Serpa Machado y de Ana Rita Freire Pimentel, fue uno de los políticos portugueses más importantes de las últimas décadas del siglo XIX.

## Biografía
Se doctoró en Matemáticas en la universidad de Coímbra. En 1856 fue elegido diputado por la circunscripción de Oliveira de Azeméis. En 1856 fue nombrado ministro de Obras Públicas por el duque da Terceira, cargo que ocupó hasta 1860, aunque también ocupó el cargo de ministro de Guerra entre 1859 y 1862. El 11 de octubre de 1872 es nombrado ministro de Hacienda, cargo que ocuparía hasta 1877 y que luego retomaría entre 1878 y 1879. El 31 de enero de 1876 fue nombrado consejero del Consejo de Estado. Entre 1881 y 1883 fue ministro de Asuntos Exterior y por ello fue el encargado de ir a París a pedir la mano de la princesa Amalia de Orleans para casarla con el futuro rey Carlos I. En 1886 fue nombrado presidente del Tribunal de Cuentas.
En julio de 1887, tras la muerte de António Fontes Perreira de Melo fue escogido líder del Partido Regenerador. Fue nombrado primer ministro que presidió entre enero y septiembre de 1890. Falleció en Lisboa en 1900. Fue también miembro correspondiente de la Real Academia Española.